# Дом Разумовского-Машалдина
Дом Разумовского-Машалдина — двухэтажное «Г-образное» здание в центральной части города Грязовца Вологодской области. Расположено по адресу улица Карла Маркса, 67. Объект культурного наследия народов России. Является одним из двух в районе (наряду с усадьбой Брянчаниновых) и единственным в городе памятником культуры федерального значения.

## Устройство

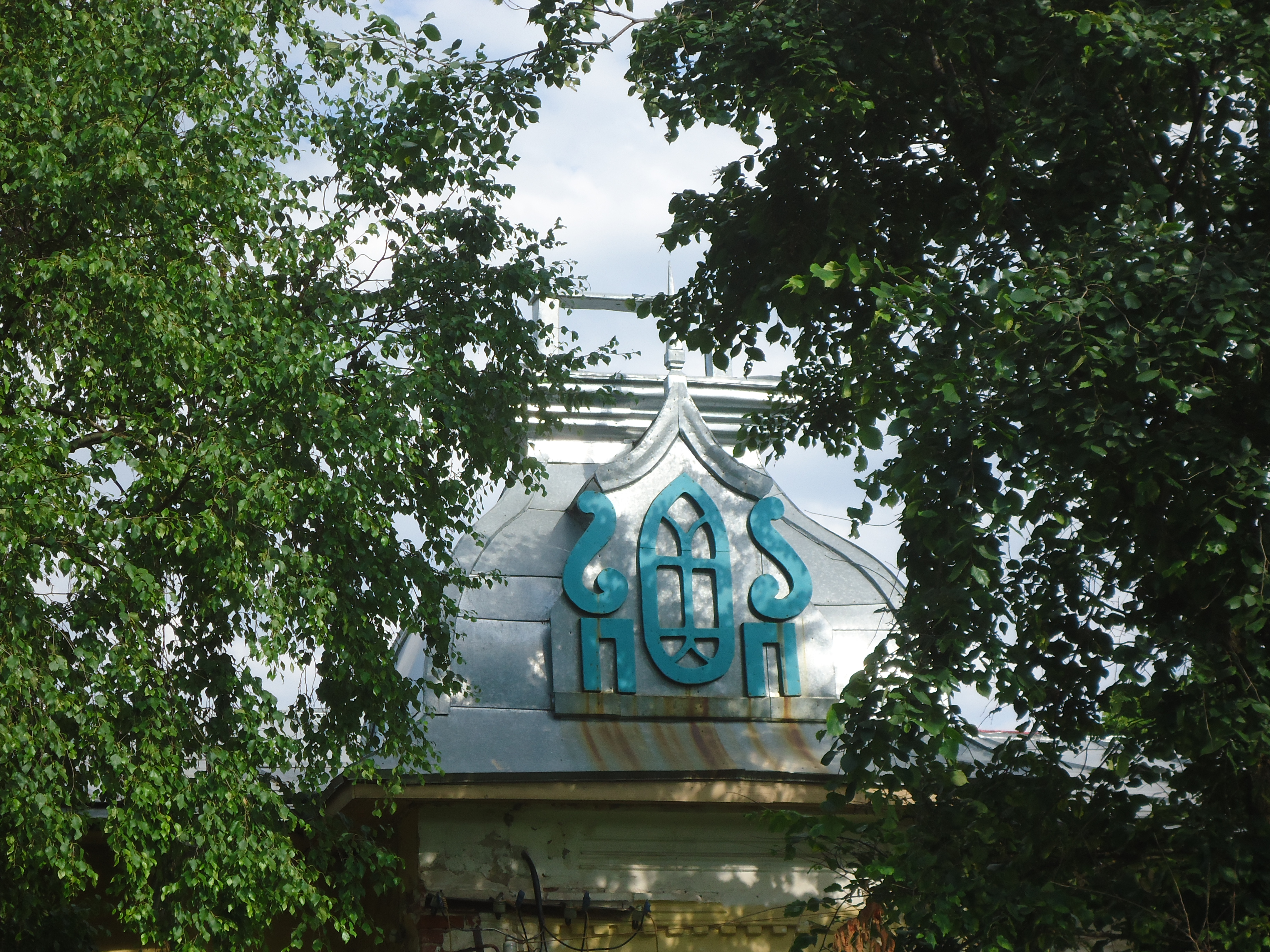
Эмблема над входом

Архитектурно условно состоит из нескольких частей первоначально составлявших разные здания. Это хорошо видно со стороны Советской улицы. Также старые границы дома видны в белых выступах и количестве и форме окон (по 7 на первом этаже в обе стороны от входа и такое же количество на южной стороне). Над главным входом расположен красивый узор-эмблема

## История здания

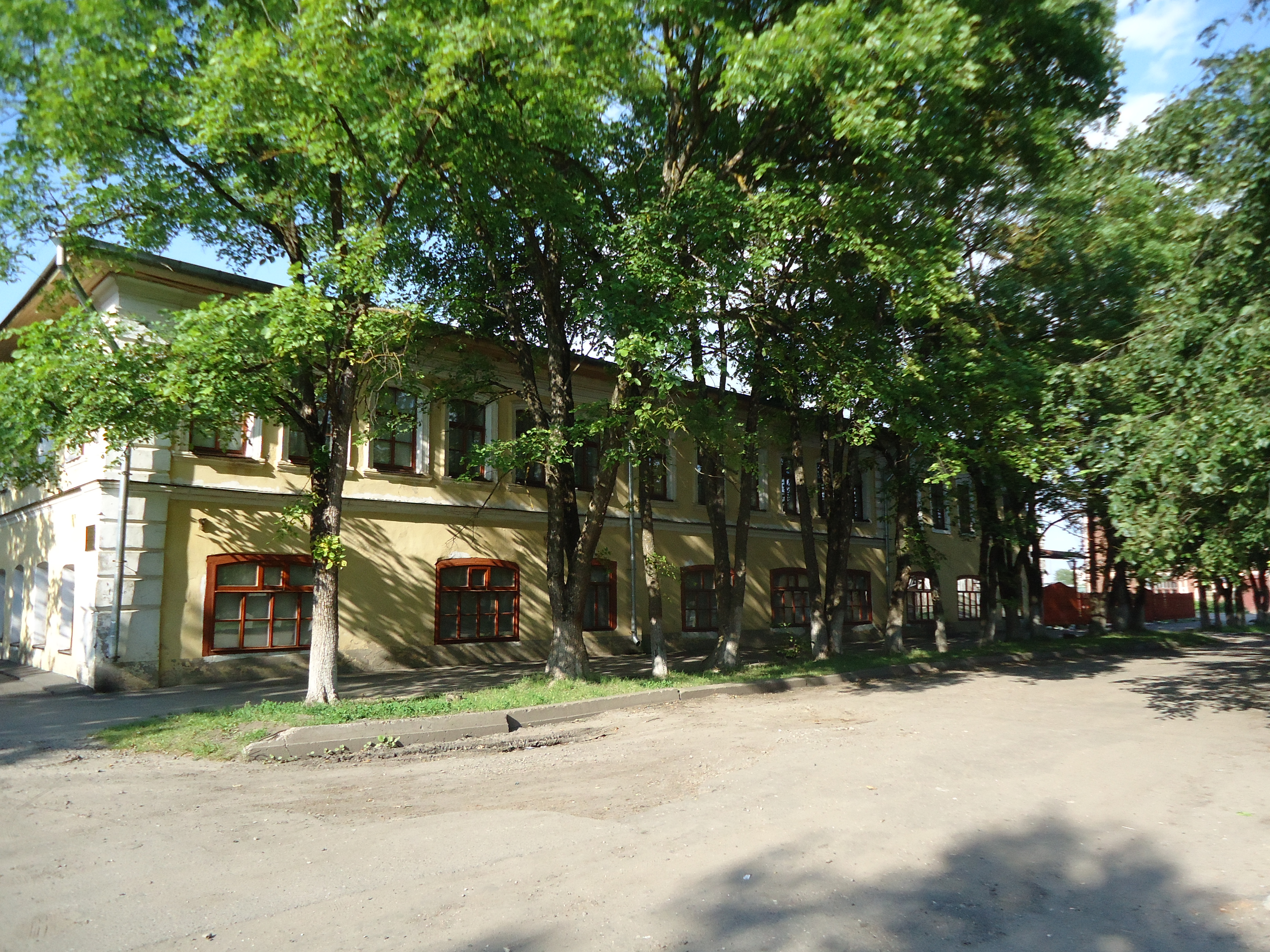
Вид с улицы Карла Маркса

Основная часть была построена во второй половине XIX века. Она принадлежала местному купцу и городскому голове А. И. Разумовскому-Машалдину. Позже здание приобрел другой городской голова А. П. Морозов.
На первом этаже размещались соляной склад и торговые помещения, на втором этаже располагались ресторан и номера гостиницы.
Позже была построена северная часть. Там была открыта чайная, а в 1914 году часть верхнего этажа была передана мужской гимназии. В ней учился Сергей Николаевич Марков.
После революции в северной части разместили Дом крестьянина (где размещались приезжающие в город), а на верхнем этаже в 1920-е годы был организован художественный музей. Художественный музей в 1925 году превратился в музей местного края, работой которого руководил учитель Сергей Михайлович Бритвин. Этот музей просуществовал до 1929 года, когда здание было передано школе глухонемых детей. Экспонаты музея были переданы в Вологду и Архангельск. Дом крестьянина переехал в другое здание.
14 июля 1941 года Вологодский облисполком передал здание под военный госпиталь. Потом здание вновь вернулось школе.
29 апреля 1979 года в нижнем этаже (центральная и восточная часть) был открыт Грязовецкий народный музей. В начале 1980 года музею было передано все здание за исключением северной части (где размещалась школа слабослышащих) до главного входа. С 1987 по 2002 год музей являлся филиалом Вологодского областного музея-заповедника с центральной экспозицией «Вологодский лен», занимавшей весь второй этаж той части здания, что принадлежала музею.
В 2002 году северная часть здания была передана предпринимателю, а с 2005 года все здание принадлежит музею.